# Sceloporus lineatulus
Sceloporus lineatulus (санта-каталінська колюча ігуана) — вид ігуаноподібних ящірок родини фриносомових (Phrynosomatidae). Ендемік Мексики.

## Поширення і екологія
Санта-каталінські колючі ігуани є ендеміками острова Санта-Каталіна в Каліфорнійській затоці. Вони живуть на відкритих рівнинах вздовж внутрішнього краю пляжів та на дні арройо (балок), в чагарникових і кактусових заростях. Відкладають яйця.